# Rue du Général-Humbert
La rue du Général-Humbert est une voie du 14e arrondissement de Paris, en France.

## Situation et accès
La rue du Général-Humbert est une voie publique située dans le 14e arrondissement de Paris. Elle débute rue Wilfrid-Laurier et se termine rue Prévost-Paradol.

## Origine du nom

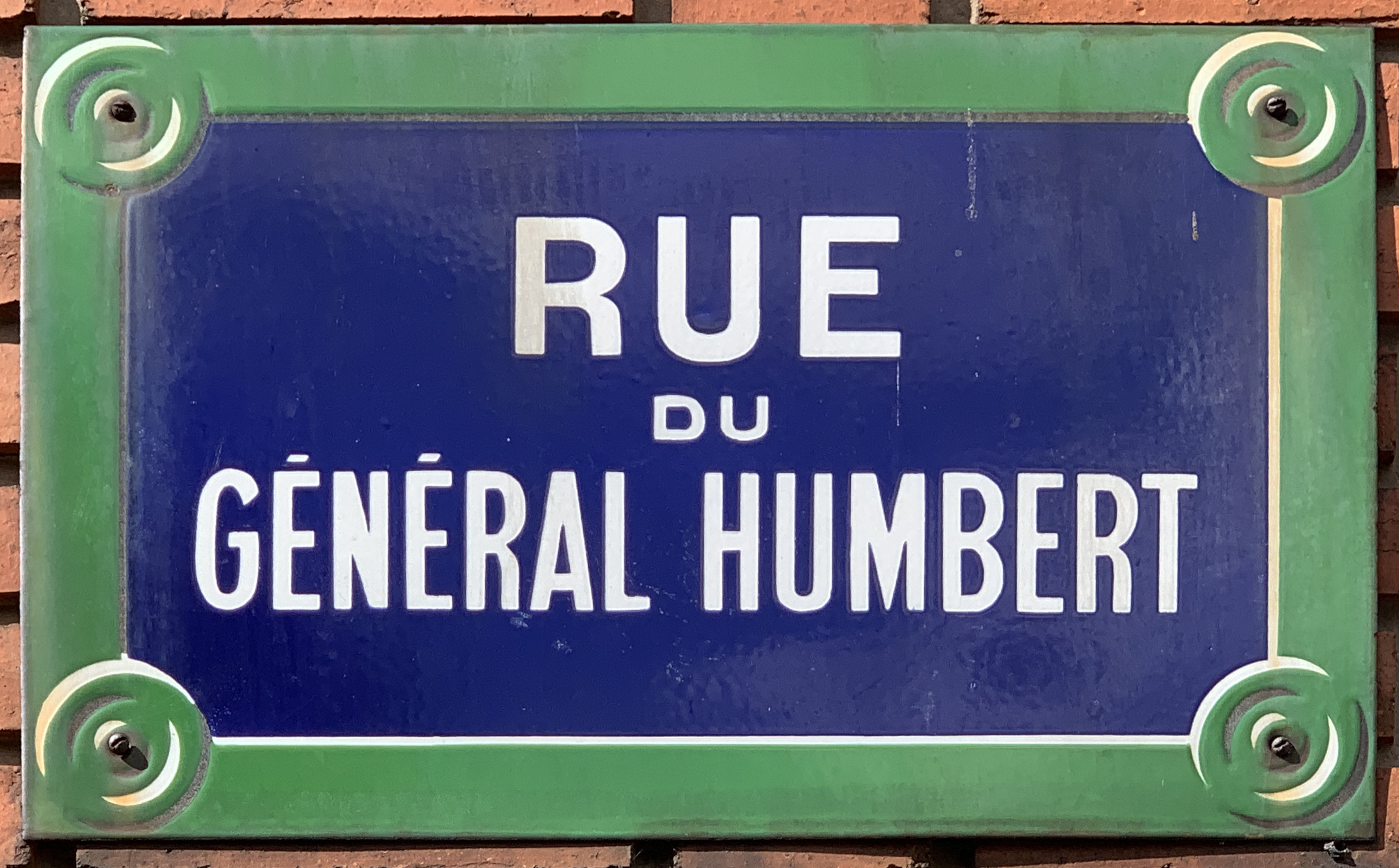
Plaque de la rue.

Elle porte le nom du général Georges Louis Humbert (1862-1921), qui fit campagne aux colonies et s'illustra au cours de la guerre de 1914-1918.

## Historique
La voie a été ouverte et a pris sa dénomination actuelle en 1928 sur l'emplacement du bastion no 76 de l'enceinte de Thiers. 